# 틴치 스트라이더
틴치 스트라이더(Tinchy Stryder, 1986년 10월 14일 ~ )은 가나의 음악가, 기업인, A&R 맨, CEO이다. 1996년 영국 시민권을 획득하였다.